# إدوارد جوزيف غارلاند
إدوارد جوزيف غارلاند هو دبلوماسي وسياسي كندي، ولد في 16 مارس 1885 في دبلن في جمهورية أيرلندا، وتوفي في 19 ديسمبر 1974 في كندا. حزبياً، نشط في إتحاد مزارعي ألبرتا ‏. وقد انتخب عضو مجلس العموم الكندي.